# Wii Sports Resort
| Mottagande      | Mottagande    |
| Samlingsbetyg   | Samlingsbetyg |
| Tjänst          | Betyg         |
| --------------- | ------------- |
| Gamerankings    | 83 %          |
| Game Ratio      | 79 %          |
| GameStats       | 8,3/10        |
| Metacritic      | 80/100        |
| Moby Games      | 80/100        |
| TopTenReviews   | 3,4186/4      |
| Recensionsbetyg |               |
| Publikation     | Betyg         |
| 1UP.com         | A-            |
| Fuska.nu        | 88 %          |

Wii Sports Resort är ett konsolspel utvecklat och utgivet av Nintendo. Det är en uppföljare till Wii Sports och lanserades till Wii under sommaren 2009 tillsammans med Wii MotionPlus. Spelet innehåller tolv olika sportgrenar och utspelas på den ö som introducerades i Wii Fit, vid namn "Wuhu Island". Två grenar, golf och bowling, fanns även med i Wii Sports men har förbättrats. De övriga grenarna är bågskytte, luftkamp, svärdskamp, kanotpaddling, jetski, wakeboard, frisbee, basket, bordtennis och cykling. Tack vare Wii MotionPlus som utökar känsligheten i Wii Remote styrs spelen av mer realistiska rörelser än vad som tidigare var möjligt i Wii Sports.